# Soulèvement de 1915 au Nyassaland
Première Guerre mondiale
Le soulèvement de 1915 au Nyassaland (ou soulèvement de Chilembwe) est une rébellion contre le pouvoir colonial britannique au Nyassaland (aujourd'hui le Malawi) qui se produit en janvier 1915. Il est mené par John Chilembwe, un pasteur baptiste formé aux États-Unis, influencé par le millénarisme chrétien. La révolte prend naissance dans l'église de son village de Mbombwe, dans le sud-est du pays. Elle concerne essentiellement la classe moyenne africaine, et elle est alimentée par les griefs contre le système colonial, le travail forcé, la discrimination et les nouvelles espérances portées par la population après la Première Guerre mondiale.
La révolte éclate le 23 janvier 1915, lorsque les rebelles, incités par Chilembwe, attaquent le siège de la plantation A. L. Bruce Estates à Magomero et tuent trois colons Blancs. Un assaut de grande ampleur contre une armurerie à Blantyre, infructueuse, a lieu la nuit suivante. Au matin du 24 janvier, les autorités coloniales mobilisent une milice de colons blancs et redéploient les forces armées régulières vers le sud. Après une attaque infructueuse de Mbombwe par les King's African Rifles (KAR) le 25 janvier, un groupe de rebelles brûle la mission chrétienne de Nguludi, près de Limbe. Le 26, les KAR et la milice s'emparent de Mbombwe, alors qu'un grand nombre de rebelles, John Chilembwe y compris, a fui, cherchant à se réfugier au Mozambique portugais voisin. Quarante rebelles environ sont exécutés à la suite, et trois cents emprisonnés. Chilembwe est abattu, près de la frontière, par une patrouille de police, le 3 février.
Quoique la rébellion n'atteint aucun de ses buts immédiats, la crise est considérée comme un moment décisif de l'histoire du Nyassaland car elle entraîne malgré tout quelques effets sur l'administration du pays qui, après cela, met en œuvre un certain nombre de réformes. Après la Seconde Guerre mondiale, le mouvement nationaliste malawite qui s'amplifie retrouve de l'intérêt pour la révolte de Chilembwe et, après l'indépendance en 1964, elle est célébrée comme un moment-clé de l'histoire de la nation. La mémoire de Chilembwe, qui reste vivace dans la conscience collective, est souvent invoquée symboliquement ou par rhétorique par les hommes politiques du Malawi. De nos jours, la révolte est célébrée annuellement et John Chilembwe est considéré comme un héros national.

## Contexte
L'emprise britannique sur ce qui deviendra le Malawi s'amplifie vers 1899-1900, lorsque les Britanniques cherchent à augmenter leur contrôle sur le territoire pour prévenir l'expansion des empires coloniaux portugais et allemand. La région est un protectorat britannique depuis 1891, le Protectorat britannique d'Afrique centrale, devenu le Nyassaland en 1907. À la différence de la majeure partie du reste de l'Afrique, où le système colonial britannique repose sur une collaboration avec les autorités locales antérieures, il est, au Nyassaland, appuyé sur une présence militaire. Durant les années 1890, les autorités coloniales font face à de nombreuses révoltes des peuples Yao, Ngoni et Chewa.
La gouvernance britannique au Nyassaland modifie radicalement les structures locales de pouvoir. Les débuts de la période coloniale voient l'arrivée de quelques colons Blancs qui achètent de grandes étendues de terres auprès des chefs locaux, qu'ils paient avec des perles ou avec des armes. La plupart des terres ainsi acquises deviennent des plantations, détenues par des Blancs, où poussent thé, café, coton et tabac. L'application des règles coloniales, telle la hut tax, une forme de taxe d'habitation ou de taxe de résidence, oblige les Africains à trouver un travail rémunéré ; les besoins en main-d'œuvre des plantations conduisent ces dernières à devenir les employeurs les plus importants du pays. Les travailleurs noirs sont souvent brutalisés voire battus et ils sont victimes de la discrimination raciale. Les plantations recourent de plus en plus à une forme de corvée ou de travail forcé appelée localement thangata.

### Chilembwe et son Église
John Chilembwe, né dans la région vers 1871, effectue ses premières années de formation à la mission de l'Église d'Écosse puis il rencontre Joseph Booth, un missionnaire baptiste radical, qui dirige la Zambezi Industrial Mission. Booth prône une forme d'égalitarisme et son attitude progressiste concernant les races retient l'attention de Chilembwe. Sous le patronage de Booth, Chilembwe se rend aux États-Unis pour étudier à l'université de Virginie à Lynchburg (un établissement privé d'enseignement religieux). Il fréquente les cercles Afro-Américains et est influencé par les récits de l'abolitionniste John Brown et de l'égalitariste Booker T. Washington.

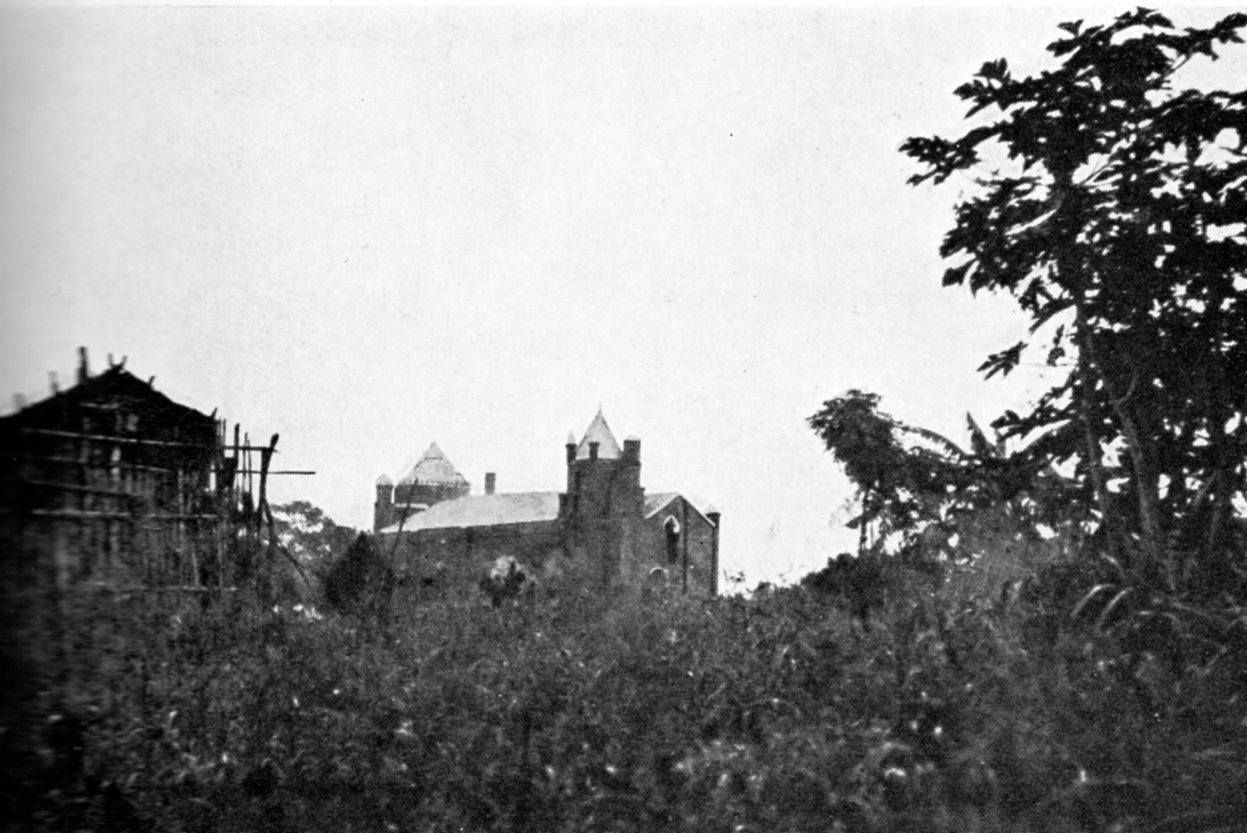
À Mbombwe, bâtiment de la Providence Industrial Mission.

Chilembwe revient au Nyassaland en 1900 et, avec l'aide de la « convention nationale baptiste afro-américaine », il fonde sa propre Église indépendante, la Providence Industrial Mission, dans le village de Mbombwe. Dans les années qui suivent, il est considéré par les autorités coloniales comme un « modèle d'évolution africaine non-violente ». Il met en place un groupement d'écoles pour Noirs lesquelles accueillent plus de neuf cents élèves au total et une fédération coopérative décrite comme « l'embryon d'une chambre de commerce »,. Néanmoins, les activités de John Chilembwe amènent des frictions avec la direction de la grande plantation locale, l'Alexander Livingstone Bruce Plantation, qui s'inquiète de son influence sur ses employés. En novembre 1913, elle fait brûler des églises construites par des sectataires de Chilembwe sur des terres appartenant à la plantation.
Les informations concernant l'Église de John Chilembwe avant le soulèvement sont rares, mais on sait que son idéologie reçoit localement un accueil favorable. Pendant les douze premières années de son ministère, il prône le respect de soi des Africains, le fait que l'évolution s'obtient par l'éducation, le travail acharné et la responsabilité personnelle, suivant en cela la doctrine de Booker T. Washington, et il encourage ses partisans à adopter des mœurs et un habillement européens. Il est initialement soutenu par les missions blanches protestantes, tandis que ses relations avec les catholiques sont moins fraternelles. Dans le même temps, les écoles relevant de son obédience commencent à prôner l'égalité des races, sur un fondement chrétien et une pensée anti-colonialiste. Beaucoup de ses partisans viennent de la classe moyenne africaine ayant adopté des mœurs européennes. Cette adhésion à la culture européenne fait qu'il crée une idéologie atypique pour l'endroit et l'époque, plus basée sur le nationalisme que sur la volonté de restaurer l'ordre pré-colonial.
Après 1912, son discours devient plus radical et il commence à prêcher la libération des Africains et à prédire la fin du colonialisme, ; il tisse des liens plus étroits avec d'autres Églises africaines indépendantes. À partir de 1914, il prononce des sermons plus militants, se référant fréquemment à l'Ancien Testament en abordant des thèmes tel que l'exode des hébreux hors d'Égypte,. John Chilembwe lui-même ne fait pas partie du mouvement milléraniste de la « Tour de garde » mais certains de ses partisans sont influencés par cette pensée. Le dirigeant de la Tour de garde, Charles Taze Russell, avait prédit que l'Armageddon débuterait en octobre 1914, ce que certains partisans de Chilembwe identifient avec la fin de l'emprise coloniale.

### Première Guerre mondiale

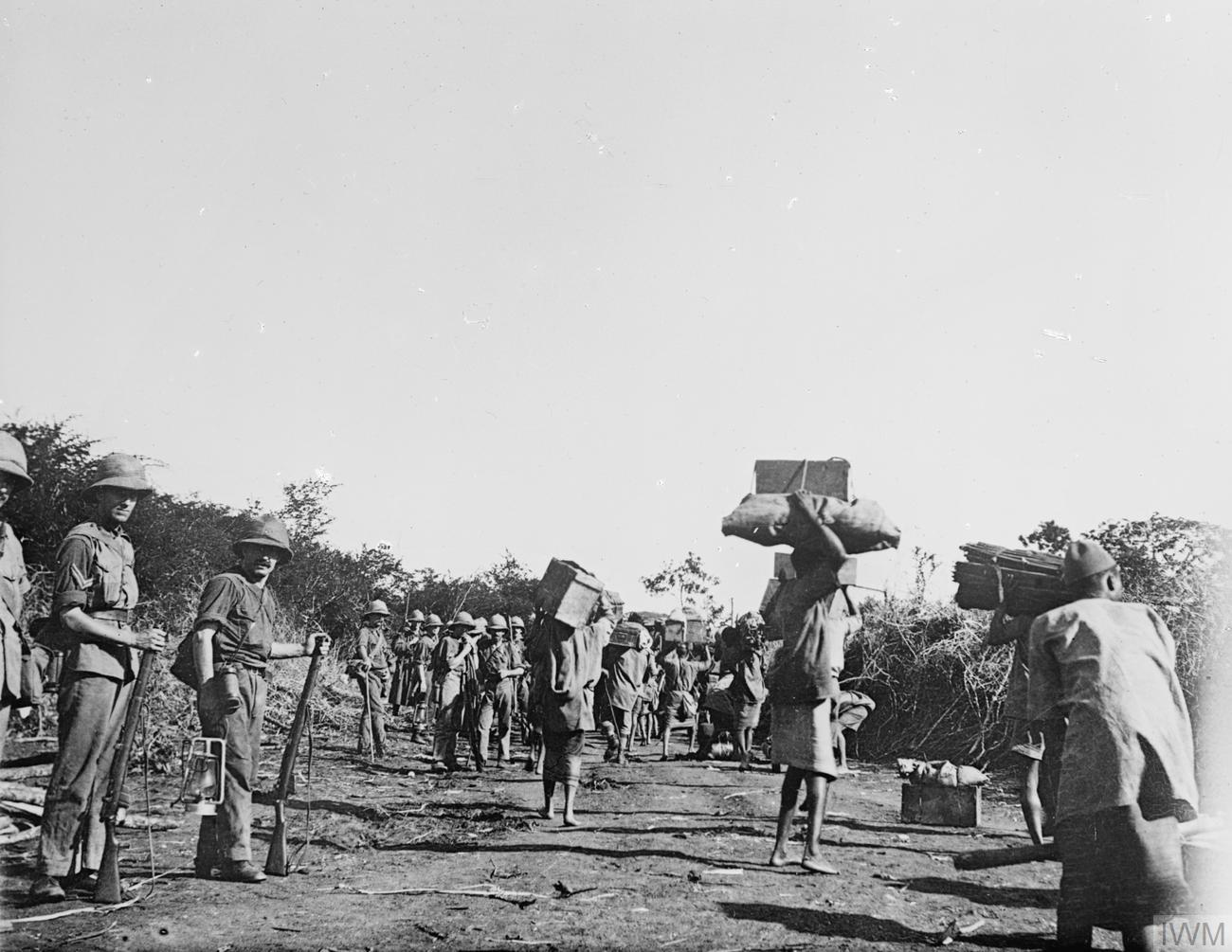
Porteurs Nyassa, surveillés par des soldats britanniques durant la campagne d'Afrique de l'Est.

La Première Guerre mondiale débute en juillet 1914. En septembre 1914, la guerre s'étend en Afrique ; les Belges et les Britanniques affrontent, lors d'une campagne militaire, les troupes allemandes de l'Afrique orientale allemande. Au Nyassaland, il y a un recrutement massif d'Africains destinés à servir de porteurs en soutien aux forces alliées. Ils vivent dans des conditions d'extrême pauvreté qui les exposent aux maladies et le nombre de morts est très élevé durant la campagne militaire. Dans le même temps, ce recrutement de porteurs entraîne une pénurie de main-d'œuvre qui amène à augmenter la pression sur les travailleurs africains du pays. Les millénaristes croient que la guerre est une forme d'Armageddon, dont ils pensent qu'elle va détruire le pouvoir colonial et ouvrir la voie à l'émergence d'une Afrique indépendante.
John Chilembwe est opposé au recrutement des Nyassa, considérant qu'ils ne sont pas concernés par cette guerre. Il promeut une forme de pacifisme chrétien, argumentant que l'absence de droits civiques pour les Africains dans le système colonial devrait les exempter du devoir de se battre. En novembre 1914, sur la foi d'informations rapportant de nombreux morts lors d'une bataille à Karonga, il écrit une lettre au Nyasaland Times de Blantyre, appelant explicitement les autorités coloniales à ne plus recruter des troupes noires :

« Comme je l'ai appris, la guerre a éclaté entre vous et d'autres nations, toutes peuplées de Blancs, et je demande donc de ne plus recruter mes compatriotes, mes frères, qui ne connaissent pas la cause de votre combat et qui n'ont rien à y voir […] Il est préférable de recruter les planteurs blancs, commerçants, missionnaires et autres colons blancs du pays, qui sont, en effet, de plus grande valeur et qui ont quelque chose à voir avec cela […],. »

### Préparatifs
Les préparatifs du soulèvement commencent à la fin de l'année 1914. Les objectifs exacts de John Chilembwe ne sont pas vraiment connus ; certains contemporains prétendent qu'il voulait devenir le « roi du Nyassaland ». Il se procure un manuel militaire et commence à organiser ses partisans et tenter d'obtenir un plus large soutien. Il noue notamment des liens étroits avec Filipo Chinyama, résidant à Ncheu, à environ cent cinquante kilomètres au nord-est et il reçoit l'assurance que ce dernier mobilisera ses propres partisans pour la rébellion qui se profile.
Les autorités coloniales sont prévenues de l'imminence d'une révolte. En août 1914, un ancien partisan de Chilembwe rapporte les « inquiétantes intentions » du prêcheur à Philip Mitchell, un fonctionnaire colonial (futur gouverneur du protectorat de l'Ouganda et du Kenya) ; une mission catholique est aussi informée, mais aucune action n'est entreprise.

## Soulèvement

### Débuts
« C’est la seule façon de montrer aux hommes blancs que le traitement qu’ils infligent à nos hommes et à nos femmes est des plus pénibles et que nous sommes déterminés à porter un premier et un dernier coup car nous mourons tous dans la tempête militaire des Blancs. Les Blancs penseront alors, après notre mort, que le traitement qu'ils infligent à notre peuple est mauvais et qu'ils pourraient changer pour le mieux de notre peuple, »

— John Chilembwe, discours aux rebelles, 23 janvier 1914.
Durant la nuit du vendredi 23 au samedi 24 janvier, les rebelles se rendent à l'église de la mission à Mbombwe, où John Chilembwe prononce un discours dans lequel il dit qu'aucun d'entre eux ne devrait espérer survivre aux représailles qui suivront la révolte, mais que le soulèvement attirera l'attention sur leur condition et déstabilisera le système colonial. Il pense que c'est le seul moyen de provoquer un changement.
Un contingent est envoyé à Blantyre et à Limbe, à 25 kilomètres environ au sud, où vivent la plupart des colons et où les rebelles espèrent s'emparer de l'entrepôt d'armes de l'African Lakes Corporation. Un autre groupe se dirige vers Magomero, quartier général de l'Alexander Livingstone Bruce Plantation. John Chilembwe envoie un messager à Ncheu pour avertir Chinyama que la rébellion commence.
John Chilembwe cherche également à obtenir le soutien des troupes allemandes de l'Afrique orientale allemande, frontalière du pays au nord, dans l'espoir qu'une offensive allemande venue du nord, combinée à l'insurrection locale, pourrait chasser définitivement les Britanniques du Nyassaland. Le 24 janvier, il envoie une lettre au gouverneur allemand via le Mozambique portugais. Le courrier est intercepté et la lettre n'arriva jamais. Au cours des dernières phases de la campagne d'Afrique de l'Est, après l'invasion allemande du Mozambique portugais, l'armée coloniale allemande contribue d'ailleurs à réprimer les rébellions anti-portugaises, menées notamment par les Makondé et les habitants du district de Bárue, craignant que les soulèvements africains déstabilisent l'ordre colonial.

### Attaque de la plantation de Livingstone Bruce

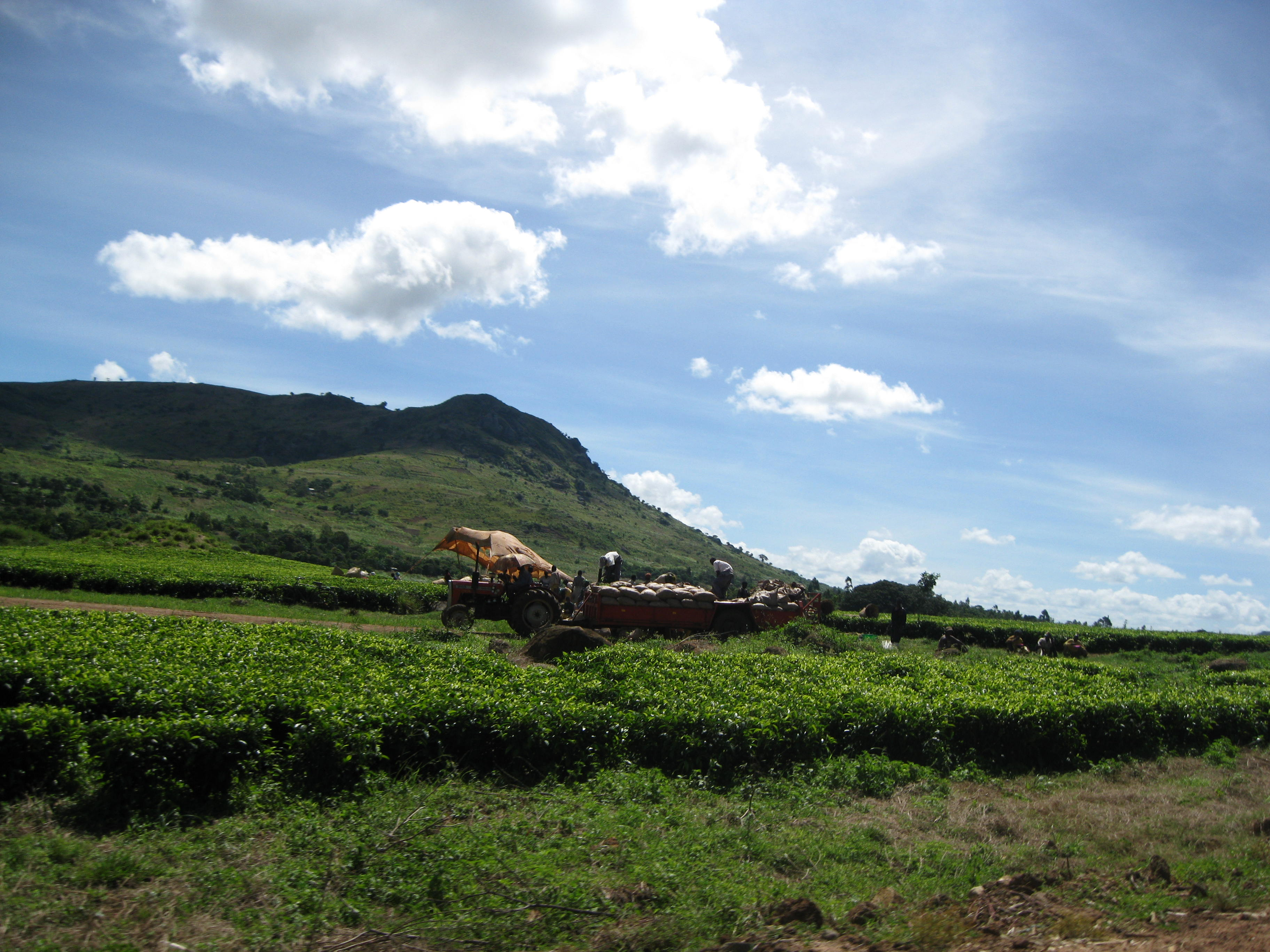
Une plantation de thé contemporaine près de Mulanje.

L'action la plus spectaculaire du soulèvement est l'attaque de la plantation de Magomero. La plantation couvre environ 5 000 acres où poussent du coton et du tabac. Cinq mille personnes environ travaillent à cet endroit en réponse aux obligations du thangata. La plantation a la réputation d'être dure avec ses travailleurs, elle est connue pour la brutalité de ses managers, lesquels avaient fermé les écoles locales, brutalisaient le personnel africain et payaient moins qu'ils promettaient. Le fait d'avoir brûlé l'église de Chilembwe en novembre 1913 avait créé une animosité personnelle envers eux. Les insurgés lancent deux attaques à peu près simultanées, la première cible le quartier général et la maison du directeur, William Jervis Livingstone, et de quelques autres membres du personnel blanc, tandis que la seconde s'attaque au village de Mwanje, appartenant à la plantation, où vivent deux ménages blancs,
Les rebelles arrivent à Magomero en début de soirée, alors que Livingstone et sa femme reçoivent des invités à diner. Un autre dirigeant, Duncan MacCormick, se trouve dans une maison proche. Une troisième habitation, occupée par Emily Stanton, Alyce Roach et cinq enfants, abrite une cache d'armes et de munitions destinées au club de tir local. Les insurgés font irruption dans la maison de Livingstone et le blessent à l'occasion d'un corps-à-corps, l'obligeant à se réfugier dans sa chambre où sa femme essaie de soigner ses blessures. Les rebelles pénètrent dans la chambre et, après avoir capturé sa femme, ils décapitent Livingstone,. MacCormick, alerté, est tué par la lance d'un rebelle. Les attaquants font prisonniers les femmes et les enfants mais les relâchent peu après, sans les avoir maltraités,. Il a été évoqué que Chilembwe avait peut-être envisagé d'utiliser les femmes et les enfants comme otages, mais cela n'est pas établi. L'attaque de Magomero, en particulier le meurtre de Livingstone, a une grande importance symbolique pour les hommes de Chilembwe. Les deux fusils Mauser pris à la plantation deviennent la base de l'armurerie rebelle pour le reste du soulèvement.
Le village de Mwanje n'a qu'une importance stratégique minime, mais il semble que les insurgés espèrent y trouver armes et munitions. Conduits par Jonathan Chigwinya, ils prennent d'assaut les maisons et tuent à coups de lance le gestionnaire des stocks de la plantation, Robert Ferguson, alors qu'il est au lit en train de lire le journal,. Deux colons, John Robertson et sa femme Charlotte, s'échappent à travers les champs de coton et parcourent près d'une dizaine de kilomètres jusqu'à une plantation voisine pour donner l'alarme. Un des serviteurs africains de Robertson, resté loyal, est tué par les attaquants.

### Actions ultérieures

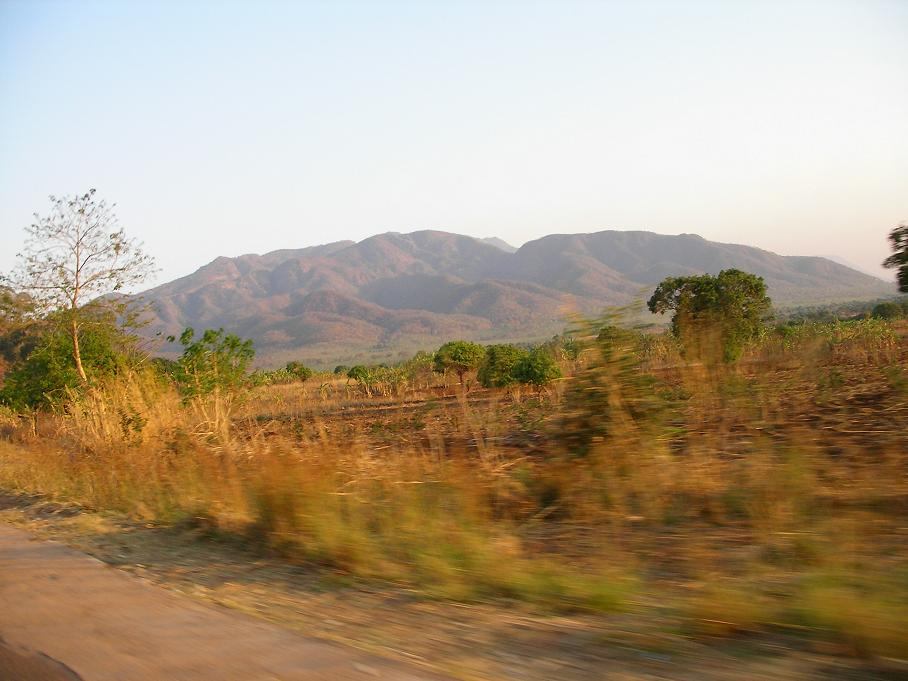
Vue sur les hauts plateaux de la Shire à l'époque actuelle.

Les rebelles coupent les lignes de téléphone qui relient Zomba à Tete et Blantyre à Mikalongwe, ce qui ralentit la diffusion de l'information. Le dépôt d'armes de l'African Lakes Corporation à Blantyre est attaqué par une centaine de rebelles vers deux heures du matin le 24 janvier, avant que la nouvelle de l'attaque de Magomero et Mwanje soit connue. Les défenseurs sont alertés après qu'un gardien africain est tué. Les insurgés sont repoussés, non sans s'être emparé de cinq fusils et de quelques munitions, qu'ils rapportent à Mbombwe. Plusieurs rebelles sont capturés durant la retraite de Magomero.
Après l'assaut initial sur la plantation, les rebelles retournent chez eux. La tête de Livingstone est exhibée dans la Providence Industrial Mission, le second jour du soulèvement, tandis que John Chilembwe prononce un sermon. Durant la majeure partie du soulèvement, ce dernier reste en prières à Mbombwe et la direction des rebelles est assurée par David Kaduya, un ancien soldat des King's African Rifles (KAR). Sous son commandement, les rebelles tendent une embuscade à des soldats gouvernementaux près de Mbombwe le 24 janvier, décrivant cela comme un « revers subit par le gouvernement ».
Au matin du 24 janvier, le gouvernement mobilise la Nyasaland Volunteer Reserve, une milice coloniale, et redéploie le premier bataillon des KAR depuis le nord de la colonie. Les rebelles n'attaquent aucune autre des plantations isolées de la région, ils n'occupent pas non plus le fort de Chiradzulu, situé à huit kilomètres de Mbombwe, qui n'était pas une garnison à l'époque. Les rumeurs d'attaques rebelles se répandent, mais, en dépit des promesses de soutien antérieures, il n'y a aucun soulèvement ailleurs au Nyassaland et les renforts promis depuis Ncheu n'arrivent pas. Les régions de Mlanje et de Zomba refusent également de se joindre au soulèvement,.

### Chute de Mbombwe

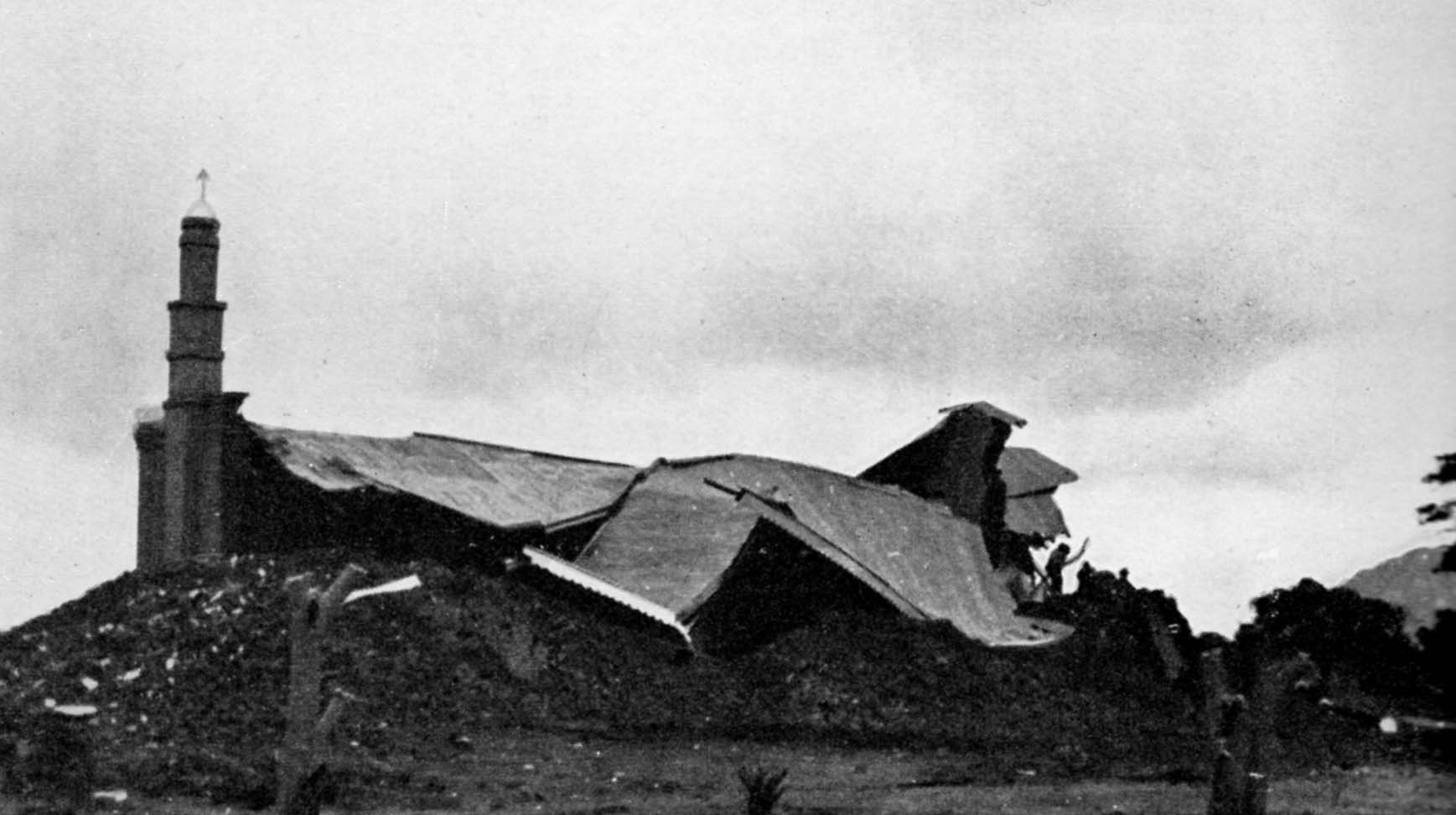
Vue de la Providence Industrial Mission peu après sa destruction par les troupes gouvernementales.

Les troupes du KAR lancent un assaut contre Mbombwe le 25 janvier, mais sans résultat. Les forces de Chilembwe tiennent une solide position défensive le long de la rivière et ne peuvent être repoussées. Deux soldats gouvernementaux africains sont tués et trois sont blessés. Les pertes de l'autre partie sont estimées à vingt personnes.
Le 26 janvier, à Nguludi, un groupe de rebelles attaque une mission catholique dirigée par le père Swelsen. La mission est défendue par quatre gardes armés africains dont un est tué, le père Swelsen est blessé et le bâtiment brûlé. 
La milice et les militaires réguliers attaquent de nouveau, ce même jour, le village de Mbombwe et ne rencontrent aucune résistance. Beaucoup des rebelles, y compris Chilembwe, ont fui le village, déguisés en civils. La chute de Mbombwe et le dynamitage subséquent de l'église mettent fin à la rébellion. Kaduya est capturé et ramené à Magomero, où il est publiquement exécuté.
Après cette défaite, beaucoup des insurgés tentent de fuir vers l'est, traversant la Shire en direction du Mozambique portugais, espérant pouvoir, à partir de là, rejoindre le territoire sous contrôle allemand situé au nord. John Chilembwe est repéré par une patrouille de police et tué le 3 février près de Mulanje. Beaucoup d'autres insurgés sont capturés, trois cents sont emprisonnés et quarante exécutés. Une trentaine de personnes échappent aux recherches et parviennent à s'installer en territoire portugais près de la frontière.

## Conséquences
Les autorités coloniales réagissent rapidement face au soulèvement avec autant de troupes, de forces de police et de miliciens qu'elles sont capables de mobiliser afin de pourchasser et tuer les rebelles. Il n'y a pas de bilan officiel des décès, mais on estime qu'environ cinquante des partisans de Chilembwe sont tués durant les affrontements, au cours de leurs tentatives de s'échapper ou sont sommairement exécutés. Craignant que la rébellion ne s'étende, les autorités organisent des représailles arbitraires contre les populations africaines, notamment l'incendie en masse d'habitations. Toutes les armes sont confisquées dans la région et une amende de quatre shillings par personne est infligée à ceux qui vivent dans les districts concernés par la révolte, sans chercher à savoir s'ils sont impliqués ou non. Dans le cadre de la répression, des tribunaux sont convoqués à la hâte, qui prononcent la condamnation à mort de quarante-six hommes aux motifs de meurtre et haute trahison ; trois cents autres sont condamnés à des peines de prison. Trente-six sont exécutés et, pour renforcer l'effet dissuasif, certains des chefs de file sont pendus en public dans une rue de Magomero, où les Européens avaient été tués,. 
Le gouvernement colonial commence aussi à s'attaquer aux droits des missionnaires du Nyassaland, et, à l'exception de l'Église d'Écosse et de l'Église catholique, qui sont épargnées, il chasse de son territoire les petites Églises, souvent d'origine américaine, dont les Churches of Christ et la Watchtower Society (Témoins de Jehovah) et met en place des restrictions quant aux Églises d'institution africaine. Les réunions publiques, notamment celles des groupements religieux indigènes sont interdites jusqu'en 1919. Craignant d'autres soulèvements dans d'autres colonies, notamment en Rhodésie du Nord, des mesures semblables sont appliquées contre les Églises indépendantes ailleurs qu'au Nyassaland.
Malgré son échec, la révolte de Chilembwe amène les autorités locales à introduire quelques réformes. Le gouvernement colonial propose de saper l'influence des Églises indépendantes comme celle de Chilembwe en développant l'éducation laïque, mais le manque de moyens financier rend cela impossible. Le gouvernement commence à promouvoir la loyauté tribale, en usant de l'indirect rule, qui est renforcée après cela. Les Yao, notamment, musulmans et qui s'étaient démarqués de Chilembwe, obtiennent plus de pouvoir et d'autonomie. La police du Nyassaland, essentiellement composée d'askaris est restructurée en une force professionnelle de colons blancs. Le travail forcé persiste cependant, ce qui entretient le ressentiment des Africains pendant les décennies suivantes.

### Commission d'enquête
À la suite de ces évènements, l'administration coloniale convoque une commission d'enquête pour examiner les causes de la rébellion et la manière dont elle a été traitée. La commission présente ses conclusions au début de 1916, expliquant que la révolte a été causée essentiellement par le mauvais management de la plantation Bruce. Elle incrimine Livingstone lui-même, critiqué pour son « traitement des autochtones souvent inutilement brutal » et une mauvaise gestion du domaine. Elle estime aussi que la discrimination systématique, l'absence de liberté et de respect étaient les causes principales du ressentiment de la population locale. Elle met aussi en avant l'influence de l'idéologie de Booth sur Chilembwe.
La commission n'a pas une grande influence ; bien qu'elle critique le système du thangata (travail forcé), elle ne propose que des changements mineurs pour en atténuer les « brutalités occasionnelles »,. Bien que le gouvernement interdise aux planteurs d'exiger des journées de travail en paiement des loyers en 1917, cette disposition est largement ignorée. Une commission ultérieure, en 1920, conclut que le thangata ne peut pas être supprimé effectivement, et cela reste une source constante de frictions jusque dans les années 1950.

## Place dans la culture

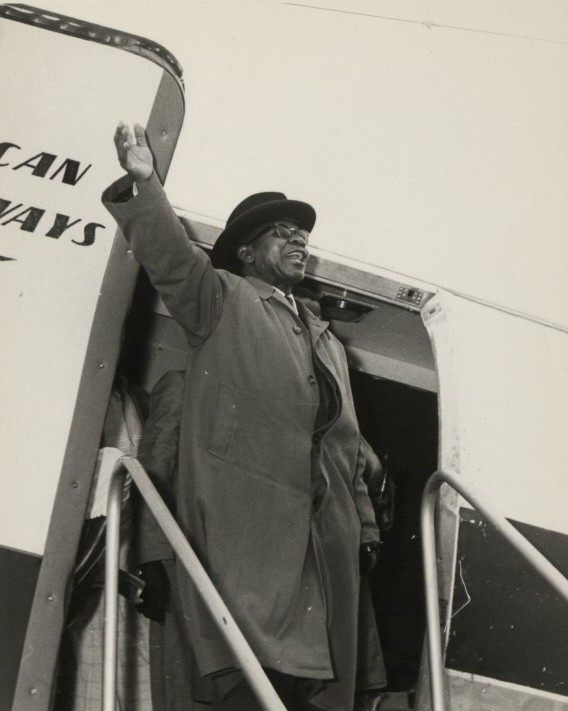
Hastings Banda, leader de l'indépendance du Malawi puis président, défend l'héritage de John Chilembwe dans les années 1960.

Malgré son échec, la rébellion occupe une place importante dans la culture malawite et Chilembwe lui-même a un statut « d'icône ». Le soulèvement acquiert une notoriété locale dans les années immédiatement ultérieures et les anciens rebelles se retrouvent sous la surveillance de la police. Au cours des trois décennies qui suivent, les militants anti-coloniaux l'idéalisent et commencent à en faire une figure semi-mythique. Durant les années 1940 et 1950, le Nyasaland African Congress (NAC) l'utilise comme une figure emblématique, en partie parce que son président, James Chinyama (en), a une relation familiale avec Filipo Chinyama, qui avait été considéré comme un allié de Chilembwe. Lorsque le NAC annonce son intention de fêter annuellement le 15 février en tant que « jour de Chilembwe », les autorités coloniales sont scandalisées. Un de ses membres écrit : « vénérer la mémoire de Chilembwe, fanatique assoiffé de sang, ne nous semble rien de moins qu'être une déclaration d'intentions violente,. »

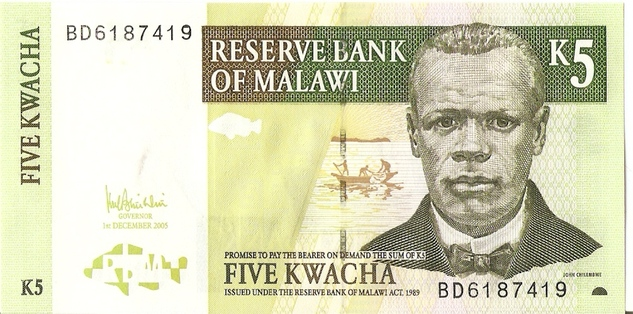
Billet de cinq kwacha avec le portrait de John Chilembwe.

Desmond Dudwa Phiri, un historien malawite, considère le soulèvement de Chilembwe comme la manifestation précoce du nationalisme malawite, à l'instar de George Shepperson et de Thomas Price dans leur livre de 1958, Independent African, une étude exhaustive de Chilembwe et de sa rébellion, interdit à la période coloniale mais largement lu par les classes sociales éduquées.  Chilembwe est considéré comme un héros « non problématique » par une large partie de la population. Le Malawi Congress Party (MCP), qui dirige le pays à son indépendance en 1964, s'emploie consciencieusement à identifier son dirigeant, Hastings Banda, avec Chilembwe dans ses discours et ses interventions radiodiffusées. Bakili Muluzi, qui succède à Banda en 1994, invoque, de manière similaire, la mémoire de John Chilembwe pour s'assurer du soutien populaire, instaurant un nouveau jour de congé national, le Chilembwe Day, le 16 janvier 1995. Le portrait de Chilembwe figure bientôt sur les billets de la nouvelle monnaie, le kwacha, et sur les timbres malawites. On dit que, pour les hommes politiques du Malawi, il est devenu « un symbole, un mythe légitimateur, un instrument de propagande ».

## Analyses historiques
Ce soulèvement fait l'objet de plusieurs recherches et de diverses interprétations. À son époque, il est généralement considéré comme marquant un tournant dans la politique coloniale. Le gouverneur du Nyassaland, George Smith, déclare que la révolte marque « une nouvelle phase dans l'existence du Nyassaland ». Pour l'historien militaire Hew Strachan, le soulèvement de Chilembwe ternit le prestige britannique en Afrique de l'Est ce qui contribue, après la nomination du futur Premier ministre, Andrew Bonar Law, en tant que Secrétaire d'État aux Colonies, à augmenter la pression en faveur d'une offensive anglo-belge sur l'Afrique orientale allemande.
Si l'on considère les objectifs de Chilembwe, selon Robert I. Rotberg (en), son discours du 23 janvier semble insister sur le martyre inévitable, qui semble être sa motivation principale. Le même discours décrit le soulèvement comme une manifestation de désespoir mais, à cause de sa volonté de « frapper puis mourir », il ne semble pas avoir la moindre idée de ce qui pourrait remplacer le colonialisme si la révolte aboutissait. Rotberg conclut que Chilembwe envisage de prendre le pouvoir sur les hauts plateaux de la Shire, voire sur tout le Nyassaland. John McCracken, quant à lui, combat l'idée d'une révolte nationaliste, arguant que l'idéologie de Chilembwe est fondamentalement utopique et motivée essentiellement par son opposition aux abus du système colonial, en particulier le thangata. Selon lui, la révolte échoue car Chilembwe dépend trop d'une « petite bourgeoisie » européanisée et n'a pas de soutien populaire. Rotberg examine la révolte selon un angle psychanalytique et conclut que la situation personnelle de Chilembwe, son asthme psychosomatique et ses difficultés financières pourraient avoir été des facteurs le décidant à déclencher cette révolte.

### Citations originales
1. ↑  (en) « As I hear that, war has broken out between you and other nations, only whitemen, I request, therefore, not to recruit more of my countrymen, my brothers who do not know the cause of your fight, who indeed, have nothing to do with it ... It is better to recruit white planters, traders, missionaries and other white settlers in the country, who are, indeed, of much value and who also know the cause of this war and have something to do with it... »
2. ↑  (en) « This is the only way to show the whitemen,  [sic] that the treatment they are treating our men and women was most bad and we have determined to strike a first and a last blow and then we will all die by the heavy storm of the whiteman's army. The whitemen will then think, after we are dead, that the treatment they are treating  [sic] our people is bad, and they might change to the better for our people. »
3. ↑  (en) « venerate the memory of the fanatic and blood thirsty Chilembwe seems to us to be nothing less than a confession of violent intention. »